# Marcinkonys

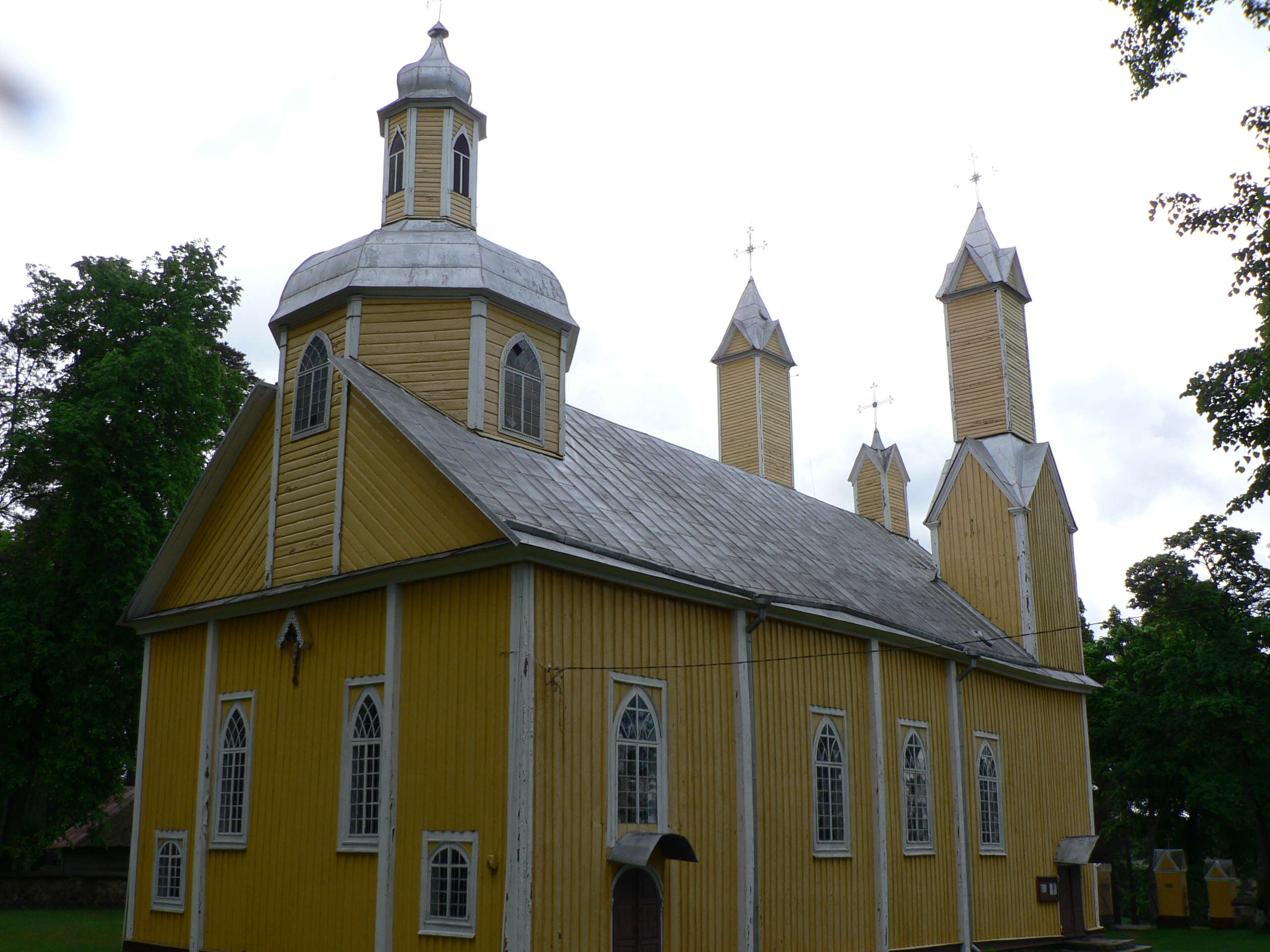
Kirche der Heiligen Apostel Simon und Judas Taddäus

Marcinkonys (polnisch Marcinkańce) ist ein Dorf und Zentrum des gleichnamigen Amtsbezirks der Rajongemeinde Varėna im Süden von Litauen, 24 km südwestlich der Kernstadt Varėna gelegen. Seine Siedlungsfläche ist mit 143 ha die größte eines litauischen Dorfes.
Der Ort liegt an der Bahnlinie von Vilnius über Varėna nach Marcinkonys, die früher nach Hrodna in Belarus weiterführte. Straßenverbindungen führen nach Druskininkai, Merkinė und Varėna. Im Ort befinden sich ein Bahnhof, die 1880 aus Holz errichtete Kirche der Apostel Simon und Judas Taddäus, ein Ethnographisches Museum und eine Zweigstelle des Tadas-Ivanauskas-Zoomuseums. Weiterhin befinden sich hier die Verwaltung und das Infozentrum des Nationalparks Dzūkija sowie die Verwaltung des Naturreservats von Čepkeliai. Am Ort kann man Fahrräder und Kanus mieten. Im Ort befindet sich auch ein Gasthaus („Ėglis“). In der Umgebung gibt es Binnendünen und den Girinis-Weg-für-Heilkunde mit 3,6 km Länge.

## Geschichte
Marcinkonys wurde erstmals 1637 urkundlich erwähnt. Am 1. Juni 2004 wurde das Ortswappen durch ein Dekret des litauischen Präsidenten beglaubigt.